# Xestia infantilis
Xestia infantilis är en fjärilsart som beskrevs av Otto Staudinger 1895. Xestia infantilis ingår i släktet Xestia och familjen nattflyn. Inga underarter finns listade i Catalogue of Life.